# Шмид, Антони
Антони Шмид (нем. и фр. Anthony Schmid; родился 18 января 2001 года, Страсбург, Франция) — австрийско-французский футболист, нападающий клуба «Аустрия» (Лустенау).

## Клубная карьера
Антони Шмид — воспитанник «Страсбура», «Оффенбург» и «Фрайбург». За «Фрайбург II» дебютировал 3 августа 2018 года в матче против «Саарбрюккена». Первый гол за команду забил в ворота «Пирмазенса». Всего за клуб сыграл 18 матчей, где забил 2 мяча.
1 июля 2020 года перешёл в «Оберахерн». Сыграв лишь 2 матча в кубке Южного Бадена, 25 августа перешёл в «Флоридсдорф». Дебютировал за клуб 11 сентября в матче против «Лафница». В матче против «Капфенберга» получил красную карточку. Свой первый гол за клуб забил в ворота «Аустрии (Лустенау)». 18 ноября 2021 года получил легкое ранение и выбыл на 43 дня. 15 апреля 2022 года в матче против «Рапид Вена II» оформил хет-трик и отдал голевой пас на Марко Крайнца. Всего за клуб сыграл 58 матчей, где забил 16 мячей и отдал 6 голевых передач.
1 июля 2022 года перешёл в «Аустрию» (Лустенау). За клуб дебютировал 24 июля в матче против «Тироля», где забил гол. 4 ноября получил ушиб и пропустил неделю.

## Карьера в сборной
За сборные Австрии сыграл 10 матчей, где забил 2 мяча.